# Xenimpia soricina
Xenimpia soricina är en fjärilsart som beskrevs av Claude Herbulot 1973. Xenimpia soricina ingår i släktet Xenimpia och familjen mätare. Inga underarter finns listade i Catalogue of Life.